# Heřmanův Městec
Heřmanův Městec (en allemand : Hermannstädtel) est une ville du district de Chrudim, dans la région de Pardubice, en République tchèque. Sa population s'élevait à 4 960 habitants en 2024.

## Géographie
Heřmanův Městec se trouve à 10 km à l'ouest de Chrudim, à 13 km au sud-ouest de Pardubice et à 89 km à l'est-sud-est de Prague.
La commune est limitée par Klešice et Rozhovice au nord, par Bylany, Lány et Morašice à l'est, par Úherčice et Kostelec u Heřmanova Městce au sud, par Načešice à l'ouest et Svinčany au nord-ouest.

## Histoire
La première mention écrite de la localité remonte à l'année 1325.

## Administration
La commune se compose de quatre sections :
- Heřmanův Městec
- Chotěnice
- Konopáč
- Radlín

## Galerie

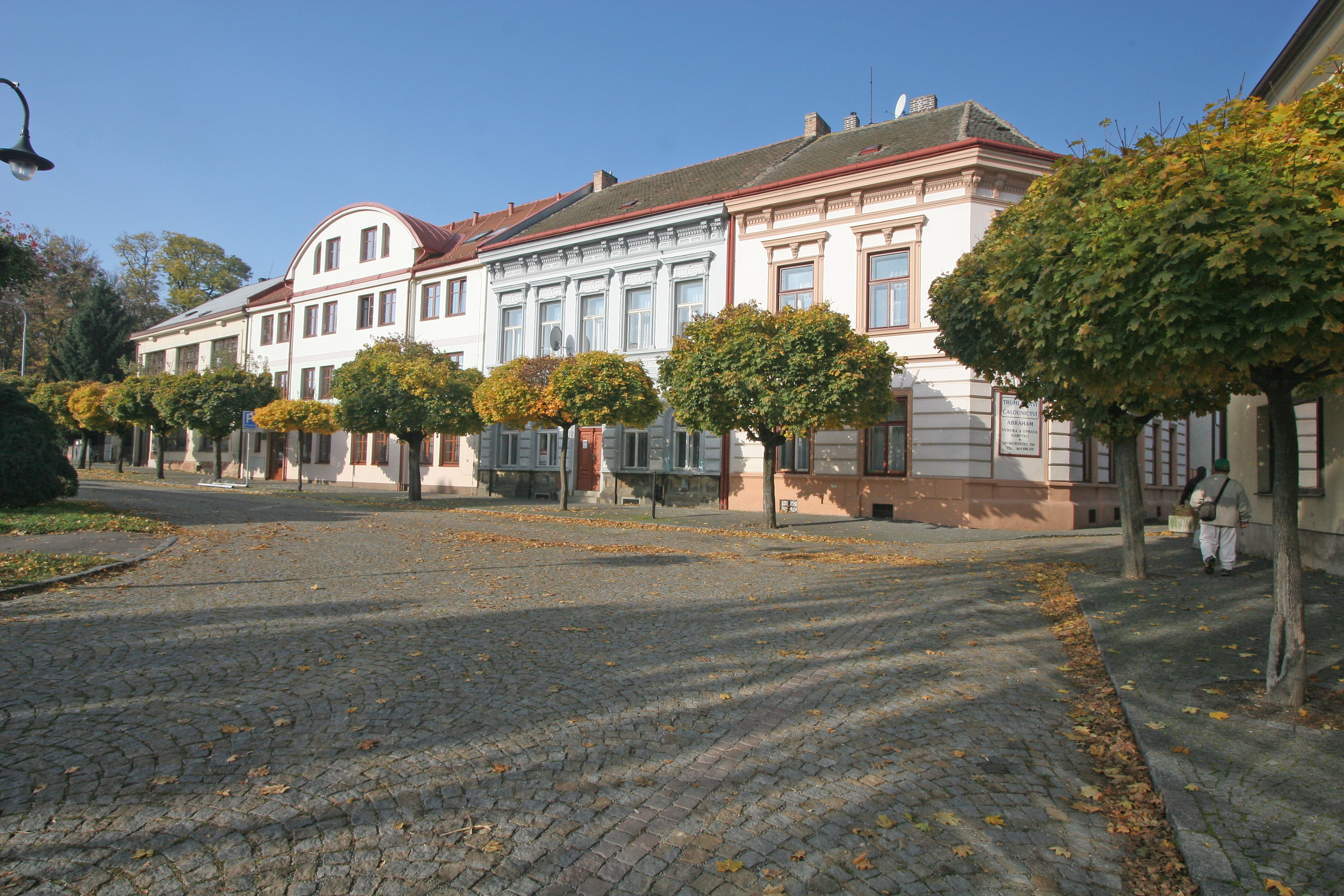
Heřmanův Městec : place Masaryk.
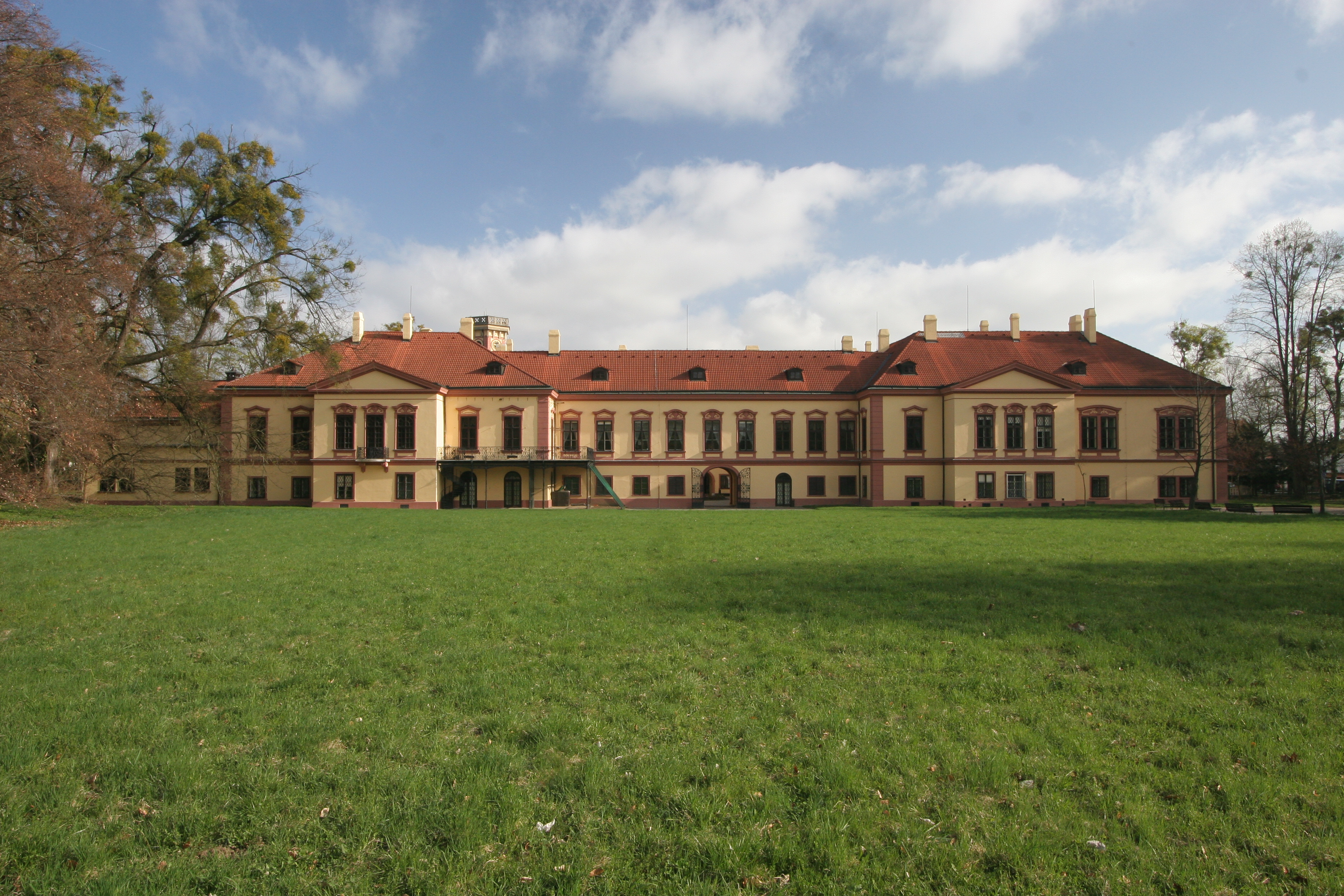
Château de Heřmanův Městec.

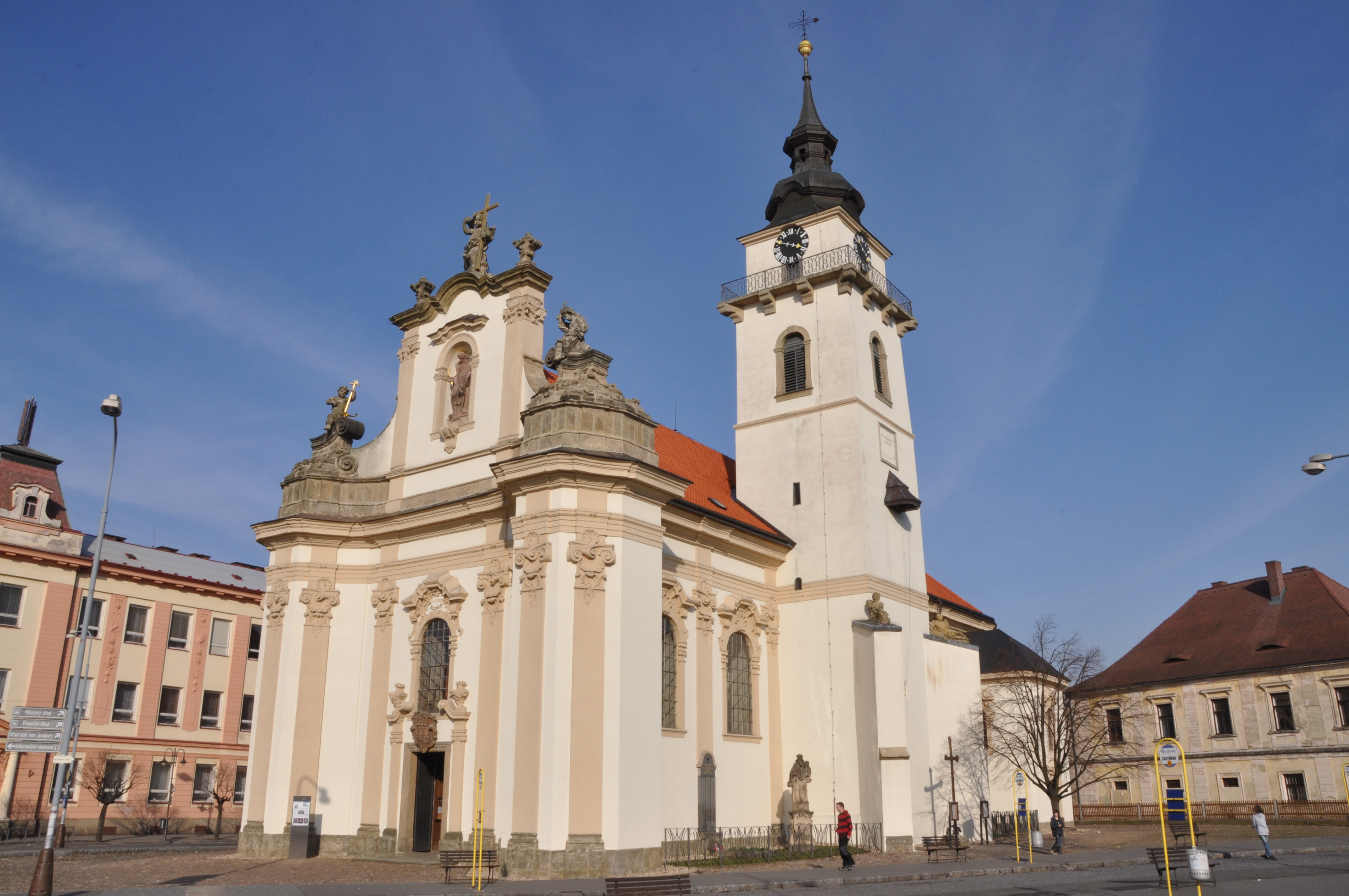
Église Saint-Barthélemy.
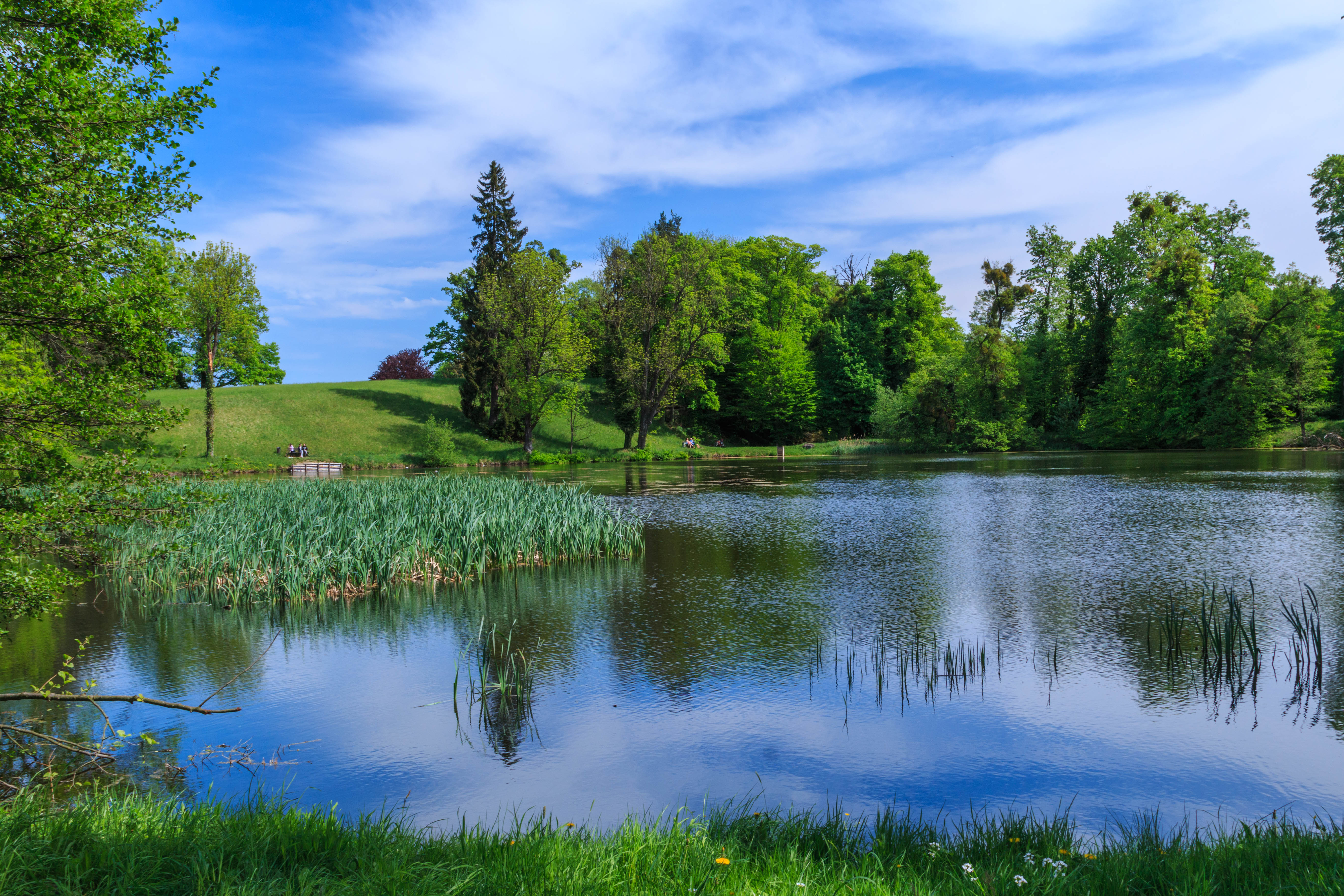
Étang de Heřmanův Městec.

## Transports
Par la route, Heřmanův Městec se trouve à 10 km de Chrudim, à 16,5 km de Pardubice et à 112 km de Prague.